# Тамблинган (озеро)
Тамблинган (балийск. Danu Tamblingan, индон. Danau Tamblingan) — озеро на индонезийском острове Бали. Расположено у подножия горы Лесунг на территории деревни Мундук в районе Банджар, который, в свою очередь, входит в состав окурга Булеленг провинции Бали. Является одним из трех озер, образовавшихся внутри единой кальдеры Братан наряду с озёрами Братан и Буян. Окружено густыми тропическими лесами.

## Описание
Озеро Тамблинган лежит на плато внутри древней вулканической кальдеры. Внутри неё находятся несколько спящих древних вулканов и других кальдерных озёр к востоку от озера Тамблинган: озеро Буян и озеро Братан. Озеро Тамблинган — самое маленькое озеро внутри кальдеры. Расположение озера на плато высотой 1000 метров создаёт альпийский климат. Нетронутые тропические леса с орхидеями и макаками покрывают берега озера Тамблинган. Существует только одна деревня на берегу озера Тамблинган, деревня Губуг, на южном берегу озера.
Уровень воды в озере Тамблинган меняется в зависимости от интенсивности сезона дождей. В период интенсивного дождя некоторые храмы вдоль берега могут быть затоплены.

## История
Озеро Тамблинган окружено множеством древних балийских храмов (пурас). Многочисленные храмы, окружающие озеро, связаны с древней тамблинганской цивилизацией. Тамблинган впервые упоминается на медной табличке X века как поселение, расположенное на южном берегу озера Тамблинган. Эта надпись была обнаружена в деревне Гоблег, еще одной древней деревне, расположенной недалеко от Мундука. До сих пор сохранился древний храм Пура-Далем-Тамблинган, расположенный на южном берегу озера Тамблинган в современной небольшой деревне Губуг.
По неизвестной причине люди из первоначального поселения мигрировали в четыре разных места в окрестностях озера, создавая новые деревни, известные под общим названием Catur Desa («четыре деревни»). Эти деревни — Мундук, Гоблег, Гесинг и Умехеро. Жители всех деревень имели одинаковую веру, главной святыней которой было озеро Тамблинган. Вдоль озера были построены храмы в честь различных богов.

## Храмы
Множество небольших древних храмов расположено на берегу озера и в окрестностях. Главный храм Пура Далем Тамблинган, расположенный на восточном берегу озера, впервые упоминается в X веке, о чем свидетельствуют надписи на медных табличках, найденные в Гобленге. Среди других храмов, которые, вероятно, основаны в тот же период, — Пура-Эмбанг и Пура-Туканг-Тимбанг. Храм Dalem, как и в Pura Dalem Tamblingan, является храмом, который связан со смертью и прохождением вещей. Храмы Далем традиционно возводятся на южной окраине балийской деревни.
Другими известными храмами являются Пура-Улун-Дану-Тамблинган, который расположен на южном берегу озера недалеко от деревни Губуг, Пура-Пекемитан-Кангин, расположенный на хребте с видом на перешеек, разделяющий озеро Тамблинган с озером Буян, и Пура-Далем-Губуг, расположенный к юго-востоку от озера. Другие храмы, окружающие озеро, — это Пура-Эндек, Пура-Тирта-Менгенинг, Пура-Нага-Лока, Пура-Пенгукиран, Пенгукусан и Пура-Батулепанг.